# ジャミソン・ギブソン＝パーク
ジャミソン・ギブソン＝パーク	（Jamison Gibson-Park、1992年2月23日 - ）は、ユナイテッド・ラグビー・チャンピオンシップ、レンスターに所属するラグビーユニオン選手。

## プロフィール
- ニュージーランド・グレート・バリア島出身[1]。
- ポジションはスクラムハーフ(SH)。
- 身長 175cm、体重 80kg
- マオリ・オールブラックスに選ばれたことがある[2]。
- アイルランド代表キャップは16（2022年3月現在）。

## 略歴
タラナキ、ブルーズ、ハリケーンズを経て、2016年、レンスターに加入。 